# Fabio Maistro
Fabio Maistro (Rovigo, 5 aprile 1998) è un calciatore italiano, centrocampista della Juve Stabia.

## Biografia
È figlio di Lorenzo Maistro, ex difensore con alcune esperienze in Serie D.

## Caratteristiche tecniche
È una mezzala abile negli inserimenti senza palla, che si distingue per corsa, tecnica e dinamismo. Può essere impiegato da trequartista o esterno d'attacco.

## Carriera

### Club
Cresciuto nei settori giovanili di SPAL e Fiorentina, Maistro viene più volte aggregato alla prima squadra toscana dall'allora tecnico Paulo Sousa. Tuttavia, il 1º luglio 2017 rimane svincolato senza aver mai esordito ufficialmente fra i professionisti.
Il 25 gennaio 2018 passa a parametro zero al Gavorrano, in Serie C. Termina la stagione – conclusa con la retrocessione dei minerari in Serie D – con 9 presenze complessive. Il 20 luglio 2018 viene tesserato dal Rieti.
Il 3 agosto 2019 viene ingaggiato dalla Lazio con cui stipula un contratto quinquennale, che contestualmente lo cede in prestito alla Salernitana, in Serie B. Termina la stagione con 35 presenze complessive, mettendo a segno anche due reti. Il 14 settembre 2020 passa in prestito al Pescara. Con gli abruzzesi realizza 4 reti in 30 presenze, non riuscendo tuttavia ad aiutare la squadra ad evitare la retrocessione in Serie C.
Il 31 agosto 2021 viene ceduto in prestito all'Ascoli. Il 14 gennaio 2022 segna i suoi primi due gol con i bianconeri, siglando una doppietta nel giro di soli tre minuti nella vittoria per 2-4 sul campo della Ternana.
Il 19 luglio 2022 si trasferisce a titolo definitivo alla SPAL, firmando un contratto valido fino al 2025. Il 20 agosto successivo trova la prima rete con i ferraresi, nel pareggio per 1-1 contro l'Ascoli.
Il 7 agosto 2024, viene acquistato a titolo definitivo dalla Juve Stabia, in Serie B, con cui firma un contratto biennale. Il 26 ottobre segna la sua prima rete, nel pareggio per 1-1 in casa del Cosenza. 

### Nazionale

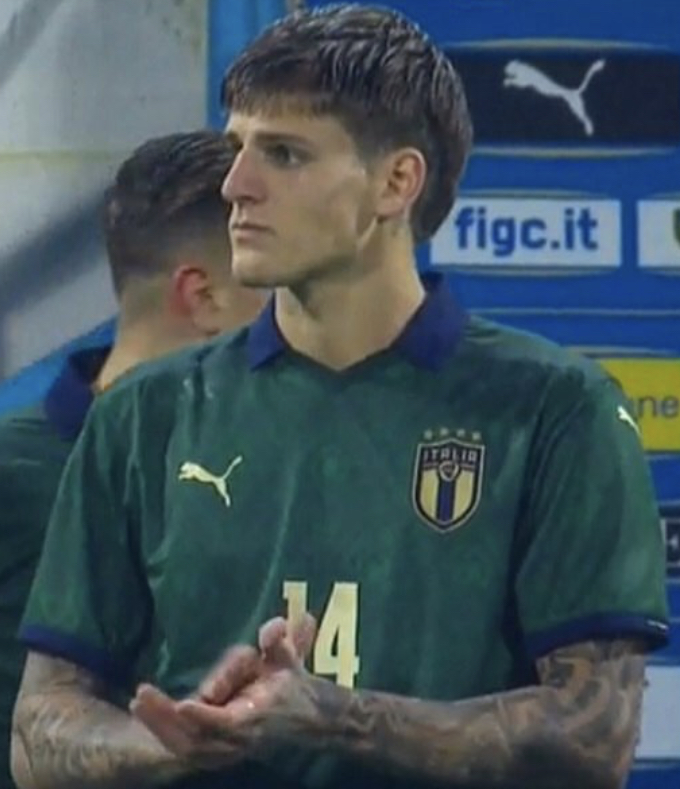
Maistro in Nazionale Under-21 nel 2019

Esordisce con la nazionale Under-21 il 16 settembre 2019 in Italia-Islanda (3-0), incontro di qualificazione agli Europei Under-21 2021, subentrando al 93' al posto di Patrick Cutrone.

## Statistiche

### Presenze e reti nei club
Statistiche aggiornate al 25 maggio 2025.
| Stagione        | Squadra         | Campionato      | Campionato | Campionato | Coppe nazionali | Coppe nazionali | Coppe nazionali | Coppe continentali | Coppe continentali | Coppe continentali | Altre coppe | Altre coppe | Altre coppe | Totale | Totale | Totale |
| Stagione        | Squadra         | Comp            | Pres       | Reti       | Comp            | Pres            | Reti            | Comp               | Pres               | Reti               | Comp        | Pres        | Reti        | Pres   | Reti   |        |
| --------------- | --------------- | --------------- | ---------- | ---------- | --------------- | --------------- | --------------- | ------------------ | ------------------ | ------------------ | ----------- | ----------- | ----------- | ------ | ------ | ------ |
| gen.-giu. 2018  | Gavorrano       | C               | 8+1        | 0          | CI-C            | -               | -               | -                  | -                  | -                  | -           | -           | -           | 9      | 0      |        |
| 2018-2019       | Rieti           | C               | 35         | 5          | CI-C            | 2               | 0               | -                  | -                  | -                  | -           | -           | -           | 37     | 5      |        |
| 2019-2020       | Salernitana     | B               | 33         | 2          | CI              | 2               | 0               | -                  | -                  | -                  | -           | -           | -           | 35     | 2      |        |
| 2020-2021       | Pescara         | B               | 29         | 4          | CI              | 1               | 0               | -                  | -                  | -                  | -           | -           | -           | 30     | 4      |        |
| 2021-2022       | Ascoli          | B               | 31+1       | 3          | CI              | 0               | 0               | -                  | -                  | -                  | -           | -           | -           | 32     | 3      |        |
| 2022-2023       | SPAL            | B               | 32         | 5          | CI              | 2               | 0               | -                  | -                  | -                  | -           | -           | -           | 34     | 5      |        |
| 2023-2024       | SPAL            | C               | 30         | 3          | CI-C            | 2               | 0               | -                  | -                  | -                  | -           | -           | -           | 32     | 3      |        |
| Totale SPAL     | Totale SPAL     | Totale SPAL     | 62         | 8          |                 | 4               | 0               |                    | -                  | -                  |             | -           | -           | 66     | 8      |        |
| 2024-2025       | Juve Stabia     | B               | 26+2       | 2          | CI              | 0               | 0               |                    | -                  | -                  | -           | -           | -           | 28     | 2      |        |
| Totale carriera | Totale carriera | Totale carriera | 228        | 24         |                 | 9               | 0               |                    | -                  | -                  |             | -           | -           | 237    | 24     |        |

### Cronologia presenze e reti in nazionale
| Cronologia completa delle presenze e delle reti in nazionale ― Italia under 21 | Cronologia completa delle presenze e delle reti in nazionale ― Italia under 21 | Cronologia completa delle presenze e delle reti in nazionale ― Italia under 21 | Cronologia completa delle presenze e delle reti in nazionale ― Italia under 21 | Cronologia completa delle presenze e delle reti in nazionale ― Italia under 21 | Cronologia completa delle presenze e delle reti in nazionale ― Italia under 21 | Cronologia completa delle presenze e delle reti in nazionale ― Italia under 21 | Cronologia completa delle presenze e delle reti in nazionale ― Italia under 21 |
| Data                                                                           | Città                                                                          | In casa                                                                        | Risultato                                                                      | Ospiti                                                                         | Competizione                                                                   | Reti                                                                           | Note                                                                           |
| ------------------------------------------------------------------------------ | ------------------------------------------------------------------------------ | ------------------------------------------------------------------------------ | ------------------------------------------------------------------------------ | ------------------------------------------------------------------------------ | ------------------------------------------------------------------------------ | ------------------------------------------------------------------------------ | ------------------------------------------------------------------------------ |
| 16-11-2019                                                                     | Ferrara                                                                        | Italia under 21                                                                | 3 – 0                                                                          | Islanda under 21                                                               | Qual. Europeo Under-21 2021                                                    | -                                                                              | 90+3’ 90+5’                                                                    |
| 19-11-2019                                                                     | Catania                                                                        | Italia under 21                                                                | 6 – 0                                                                          | Armenia under 21                                                               | Qual. Europeo Under-21 2021                                                    | -                                                                              | 63’ 83’                                                                        |
| Totale                                                                         |                                                                                | Presenze                                                                       | 2                                                                              |                                                                                | Reti                                                                           | 0                                                                              |                                                                                |